# 莫捷
莫捷（法語：Mottier，法語發音：[mɔtje]）是法国伊泽尔省的一个市镇，属于维埃纳区。

## 地理
莫捷（45°25'8"N, 5°19'2"E）面积10.72 平方千米，位于法国奥弗涅-罗讷-阿尔卑斯大区伊泽尔省，该省份为法国东南部内陆省份，北起顺时针与安省、萨瓦省、上阿尔卑斯省、德龙省、阿尔代什省、卢瓦尔省和罗讷省。
与莫捷接壤的市镇（或旧市镇、城区）包括：尚皮耶、拉科特圣安德烈、埃多什、日约奈、隆日舍纳勒、圣伊莱尔德拉科特、波特德博讷沃。

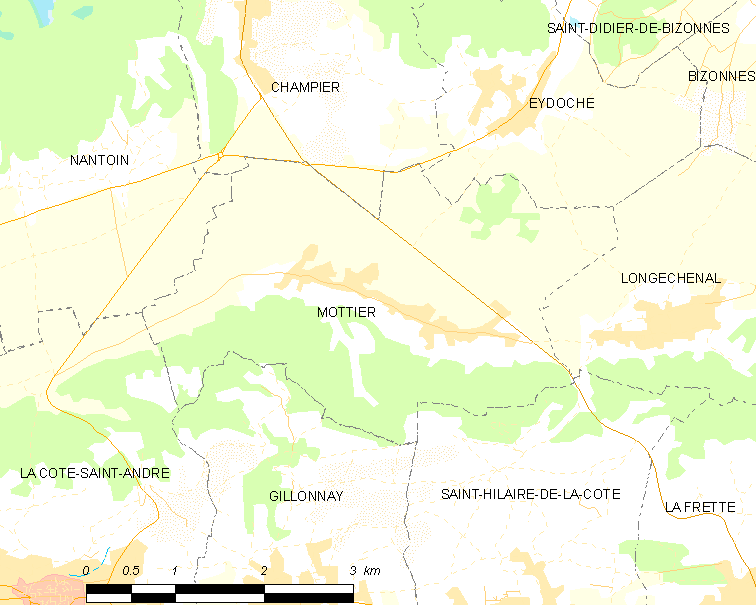
莫捷的OSM定位图

莫捷的时区为UTC+01:00、UTC+02:00（夏令时）。

## 行政
莫捷的邮政编码为38260，INSEE市镇编码为38267。

## 政治
莫捷所属的省级选区为比耶夫尔县。

## 人口

1962-2008年间莫捷人口变化图示

莫捷于2022年1月1日时的人口数量为843人。